# 大埔尾坑
大埔尾坑（英文：Tai Po Mei Hang），是香港新界大埔區的一條河流，為樟樹灘坑最長的支流，同屬樟樹灘坑上流。大埔尾坑名字以當地地名大埔尾命名，起源於大埔滘自然護理區內的鹿湖村一帶，經觀海崇庭、大埔尾村和排門（逸夫書院對下山谷），在坡面北面轉角位一帶流入樟樹灘坑。